# Чахамани Шакамбхарі
Чахамани Шакамбхарі (IAST: Cāhamāna), розмовно відомі як Чаухани з Самбхара або Чаухани з Аджмера — індійська династія, яка правила частинами сучасного Раджастану та сусідніми районами в Індії між VI і ХІІ століттями. Територія, якою керували вони, була відома як Сападалакша. Вони були найвидатнішою правлячою родиною раджпутського роду Чахамана (Чаухан).
Чахамани спочатку мали свою столицю в Шакамбхарі (сучасне Самбхар-Лейк-Таун). До Х століття вони правили як васали Пратіхари. Коли після Тристоронньої боротьби влада Пратіхари впала, правитель Чахамана Сімхараджа прийняв титул Магараджадхіраджа. На початку ХІІ століття Аджаяраджа II переніс столицю королівства до Аджаямеру (сучасний Аджмер). З цієї причини правителі Чахамана також відомі як «Чаухани Аджмера».
Чахамани вели кілька війн зі своїми сусідами, зокрема Чаулук'я з Гуджарату, Томара з Делі, Парамара з Малви та Чандела з Бунделкханду. З ХІ століття вони почали стикатися з мусульманськими вторгненнями, спочатку Газневідами, а потім Гуридами. Королівство Чахамана досягло свого розквіту за Віґрахараджі IV у середині ХІІ століття. Влада династії фактично закінчилася в 1192 році н. е., коли загарбник Гуридів Мухаммад Ґорі переміг і стратив племінника Віграхараджі IV Прітхвіраджа Чаухана.

## Походження
За написом на скелі Біджолія в Сомешварі 1170 року нашої ери, ранній цар Чахамана Самантараджа народився в Ахіччхатрапура в ґотрі мудреця Ваца. Історик Р. Б. Сінґх теоретизує, що чахамани, ймовірно, розпочали як дрібні правителі Ахіччхатрапура (ототожненого з Нагауром) і перенесли свою столицю до Шакамбхарі (Самбхар), коли їхнє королівство розрослося. Пізніше вони стали васалами імперії Пратіхар.
Існує також кілька міфічних розповідей про походження династії. Найдавніші написи та літературні твори династії стверджують, що родоначальником династії був легендарний герой на ім'я Чахамана. Вони по-різному стверджують, що цей герой народився з ока Індри, в родоводі мудреця Ватси, в сонячній династії та/або під час ритуального жертвопринесення, здійсненого Брахмою. Популярна середньовічна історія класифікує династію серед чотирьох раджпутських кланів Агніванші, чиї предки, як кажуть, вийшли з жертовної ями. Найперші джерела, в яких згадується ця легенда, — це рецензії Прітхвіраджа Расо XVI століття. Деякі історики колоніальної епохи інтерпретували цей міф як припущення про іноземне походження династії, припускаючи, що іноземні воїни були посвячені в індуїстське суспільство через ритуал вогню. Однак у найдавнішій збереженій копії Прітхвірадж Расо ця легенда взагалі не згадується. Натомість у ньому стверджується, що першим правителем династії був Манік'я Рай, який, як кажуть, народився в результаті жертвоприношення Брахми.

## Територія
Основна територія Чахаману була розташована в сучасному Раджастані. Він був відомий як Сападалакша (IAST: Sapādalakṣa) або Джангала-деша (IAST: Jangaladeśa).
Термін «Джангладеша» («сувора та посушлива країна»), здається, є давнішим, оскільки він згадується в Махабхараті. У тексті не згадується точне розташування регіону. Пізні санскритські тексти, такі як Бхава Пракаша і Шабдакалпадрума Коша припускають, що це був жаркий, посушливий регіон, де росли дерева, які потребували мало води. Регіон ототожнюється з територією навколо Біканеру.

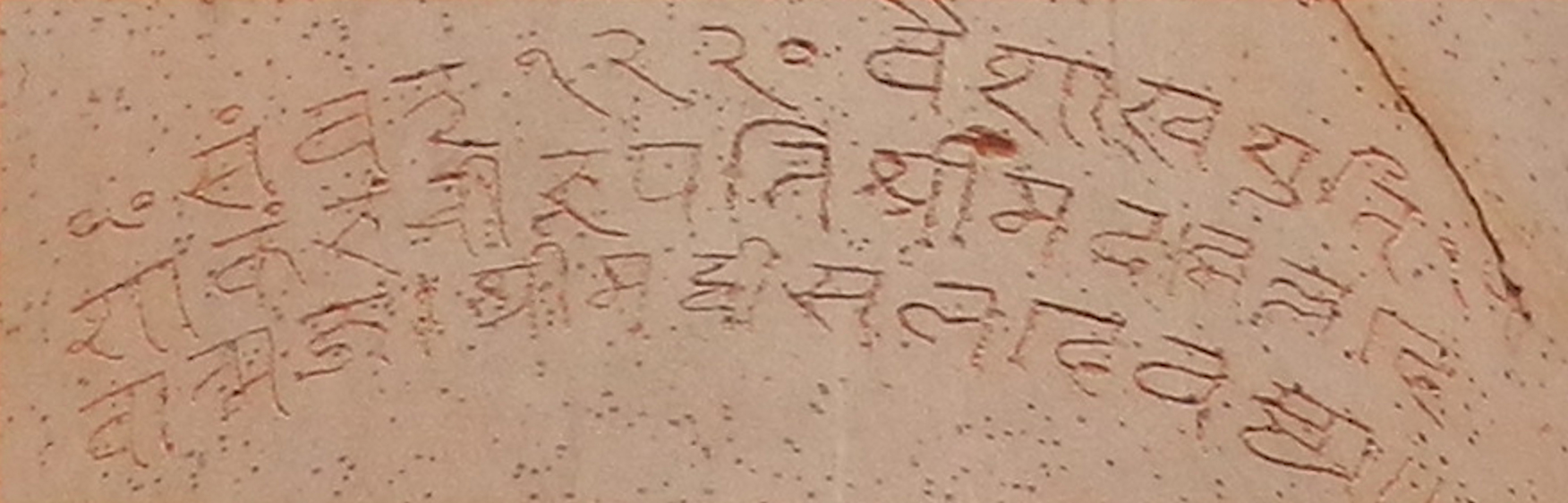
Напис Вісаладеви на стовпі Делі-Топра, ХІІ століття.

Термін Сападалакша (буквально «один з чвертю лакхів» або 125 000) належить у цьому районі до великої кількості сіл. Він став відомим під час правління Чахамана. Схоже, що цей термін спочатку стосувався території навколо сучасного Нагаура поблизу Біканеру. Ця територія була відома як Савалак (народна форма Сападалакша) наприкінці ХХ століття. Ранній король Чахамана Самантараджа правив з Ахіччатрапурі, яку можна ототожнити з сучасним Нагауром. Стародавня назва Нагаура була Нагапура, що означає «місто змія». Ахіччхатрапура має подібне значення: «місто, чхатрою або захисником якого є змій».
У міру того, як територія Чахамана розширювалася, весь регіон, яким вони керували, став відомий як Сападалакша. Це включало пізніші столиці Чахамана Аджаямеру (Аджмер) і Шакамбхарі (Самбхар). Цей термін також став застосовуватися до більшої території, захопленої чахаманами. Ранньосередньовічні індійські написи та праці сучасних мусульманських істориків свідчать про те, що такі міста також входили до Сападалакші: Хансі (тепер у Хар'яні), Мандоре (тепер у регіоні Марвар) і Мандалгарх (тепер у регіоні Мевару).

## Історія

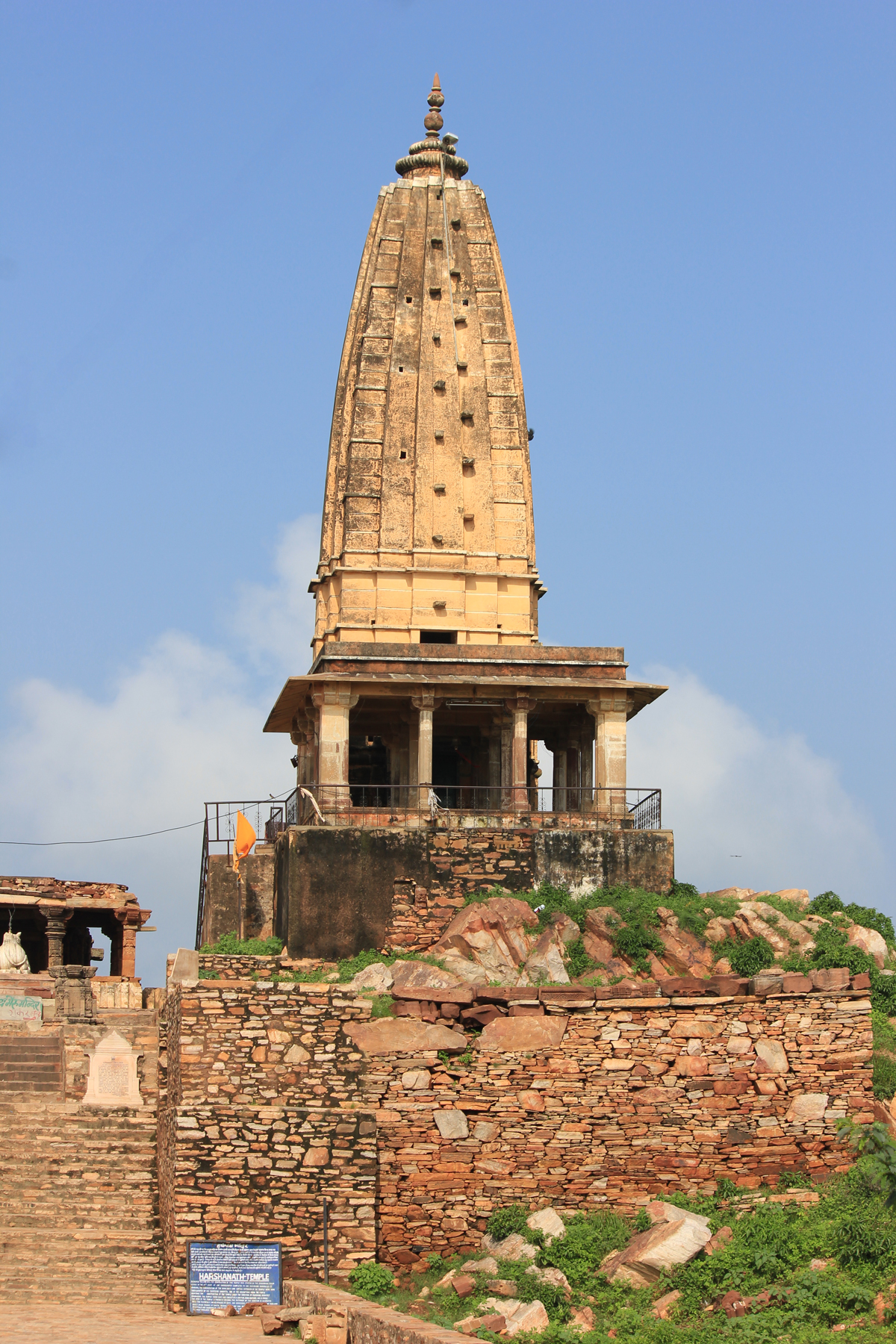
Храм Харшнатх був замовлений правителями Чахамана

Найбільш ранній історичний король Чахамана — правитель VI століття Васудева. За міфічною розповіддю в Прітвіраджа Віджая, він отримав солоне озеро Самбхар у подарунок від вид'ядхари (надприродної істоти). Мало відомо про його безпосередніх наступників. Відомо, що правитель Чахамана VIII століття Дурлабхараджа I та його наступники служили Ґурджара-Пратіхарам як васали. У Х столітті Вакпатіраджа I зробив спробу повалити сюзеренітет Гурджара-Пратіхара і прийняв титул Магараджа («великий король»). Його молодший син Лакшмана створив гілку Наддула Чахамана. Старший син і наступник Вакпатіраджа Сімхараджа прийняв титул Магараджадхіраджа («цар великих царів»), що свідчить про те, що він був суверенним правителем.
Наступники Сімхараджі зміцнили владу Чахамани, вступаючи у війни зі своїми сусідами, включаючи Чаулук'я з Гуджарату та Томара з Делі. Найраніший напис династії (973 р. н. е.) належить до правління Віграхараджи II. Під час правління Вір'ярами (1040 р. н. е.) король Парамари Бходжа вторгся в королівство Чахамана і, ймовірно, на короткий період зайняв їхню столицю Шакамбхарі. Чамундараджа відновив владу Чахамана, можливо, за допомогою Наддули Чахамани.
Наступні королі Чахамана зіткнулися з кількома набігами Газневідів. Аджаяраджа II (1110—1135 рр. н. е.) відбив напад Газневідів, а також переміг царя Парамари Наравармана. Він переніс столицю королівства з Шакамбхарі в Аджаямеру (Аджмер), місто, яке він заснував або значно розширив. Його наступник Арнораджа здійснив набіг на територію Томара, а також відбив вторгнення Газневідів. Однак він зазнав невдач проти королів Гуджарату Чаулук'я Джаясімхи Сіддхараджа та Кумарапала, і був убитий своїм сином Джагаддевою.

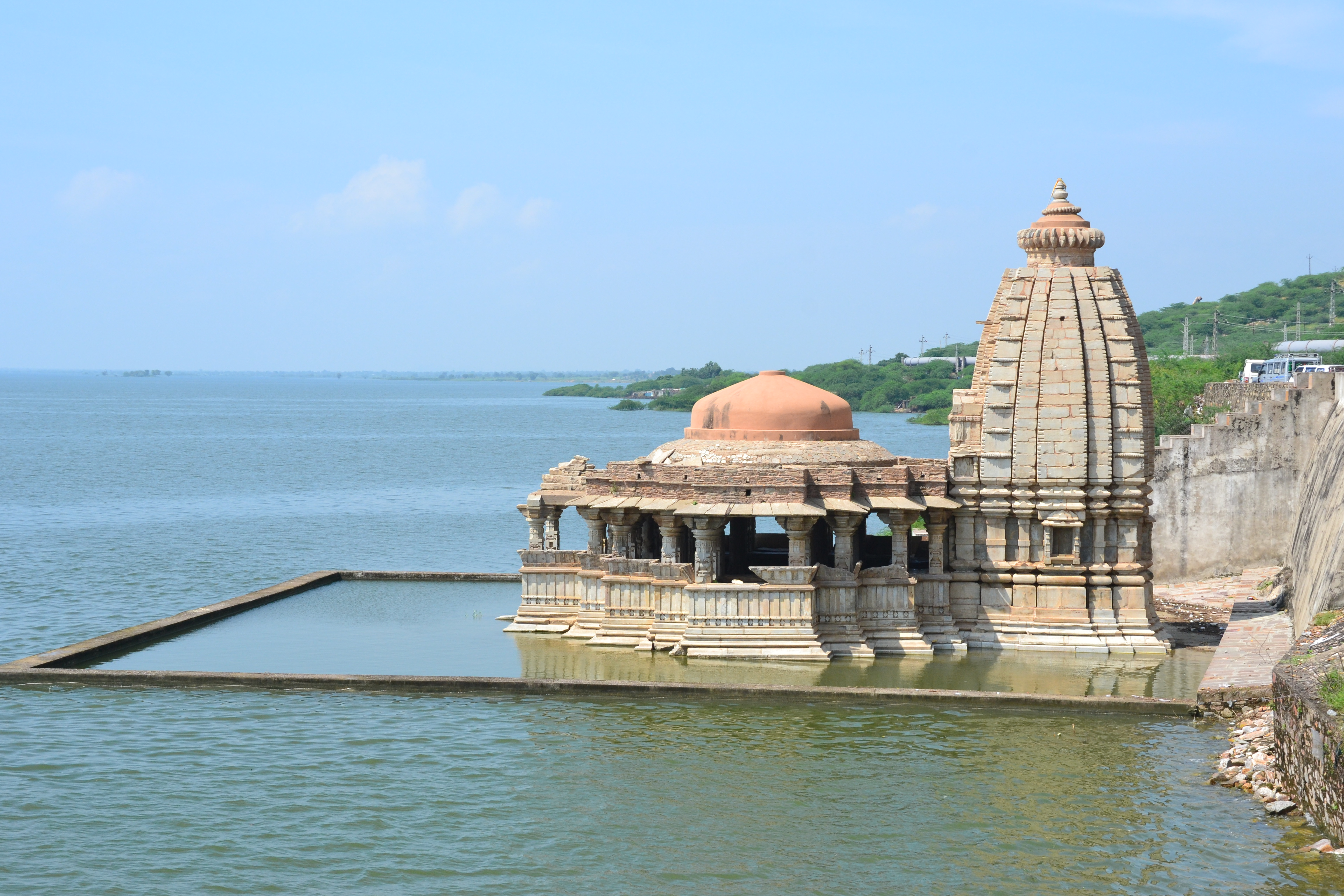
Храм Бісальдео на замовлення Віграхараджі IV

Молодший син Арнораджі Віграхараджа IV значно розширив території Чахамана і захопив Делі у томарів. Його королівство охоплювало частини сучасного Раджастану, Хар'яни та Делі. Ймовірно, він також включав частину Пенджабу (на південний схід від річки Сатледж) і частину північної Гангської рівнини (на захід від Ямуни). Його напис на колоні Делі-Шивалік 1164 р. стверджує, що він завоював регіон між Гімалаями та Віндг'ями і таким чином відновив правління арійців в Ар'яварті. Хоча це перебільшення, воно не зовсім безпідставне. Спочатку напис було знайдено в селі Топра, поблизу пагорбів Шивалік (підніжжя Гімалаїв). Крім того, вигнаний правитель Мальви (регіон Віндхян), можливо, визнав свій сюзеренітет. Таким чином, вплив Віграхараджі поширився від Гімалаїв до Віндх'їв, принаймні за назвою.

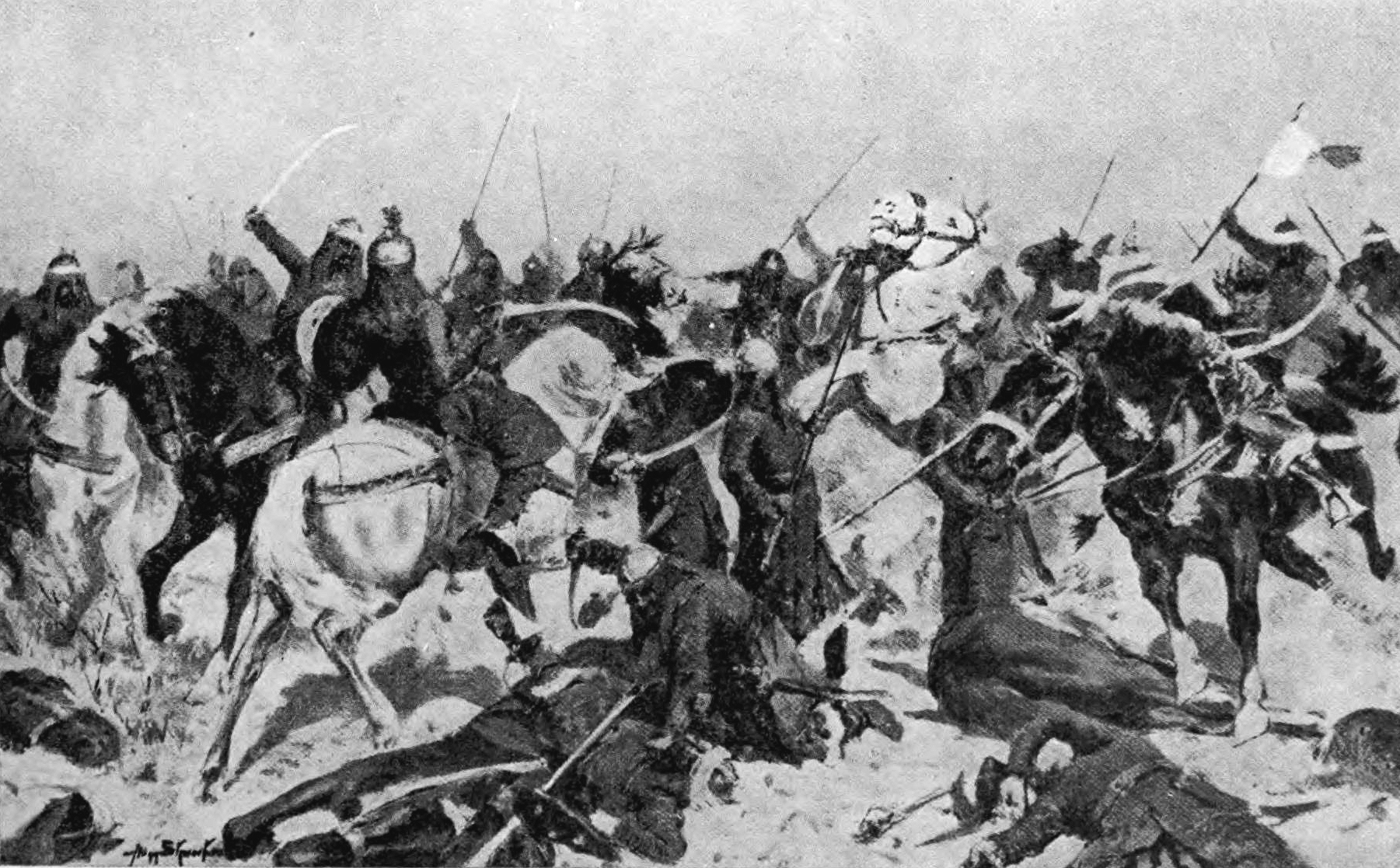
Остання битва раджпутів, що зображує Другу битву при Тарейні в 1192 році проти військ імперії Гурідів.

Віграхараджу змінив його син Амарагангея, а потім його племінник Прітхвіраджа II. Згодом на престол зійшов його молодший брат Сомешвара.
Найвідомішим правителем династії був син Сомешвари Прітхвірадж III, більш відомий як Прітхвірадж Чаухан. Він переміг кількох сусідніх королів, у тому числі правителя Чандели Парамарді в 1182–83 роках, хоча він не зміг приєднати територію Чандела до свого королівства. У 1191 році він переміг короля імперії Гурідів Мухаммеда з Гора в першій битві при Тарейні. Однак наступного року він зазнав поразки в другій битві при Тарейні від Мухаммада Горійського, а згодом був убитий.
Мухаммад Гор призначив сина Прітхвіраджи Ґовіндараджа IV васалом. Брат Прітхвіраджи Харіраджа скинув його з престолу та відновив контроль над частиною його родового королівства. У 1194 році нашої ериХаріраджа зазнав поразки від Гурідів. Ґовіндараджа отримав від Гурідів у володіння Рантхамбор. Там він заснував нову гілку династії.

## Культурна діяльність

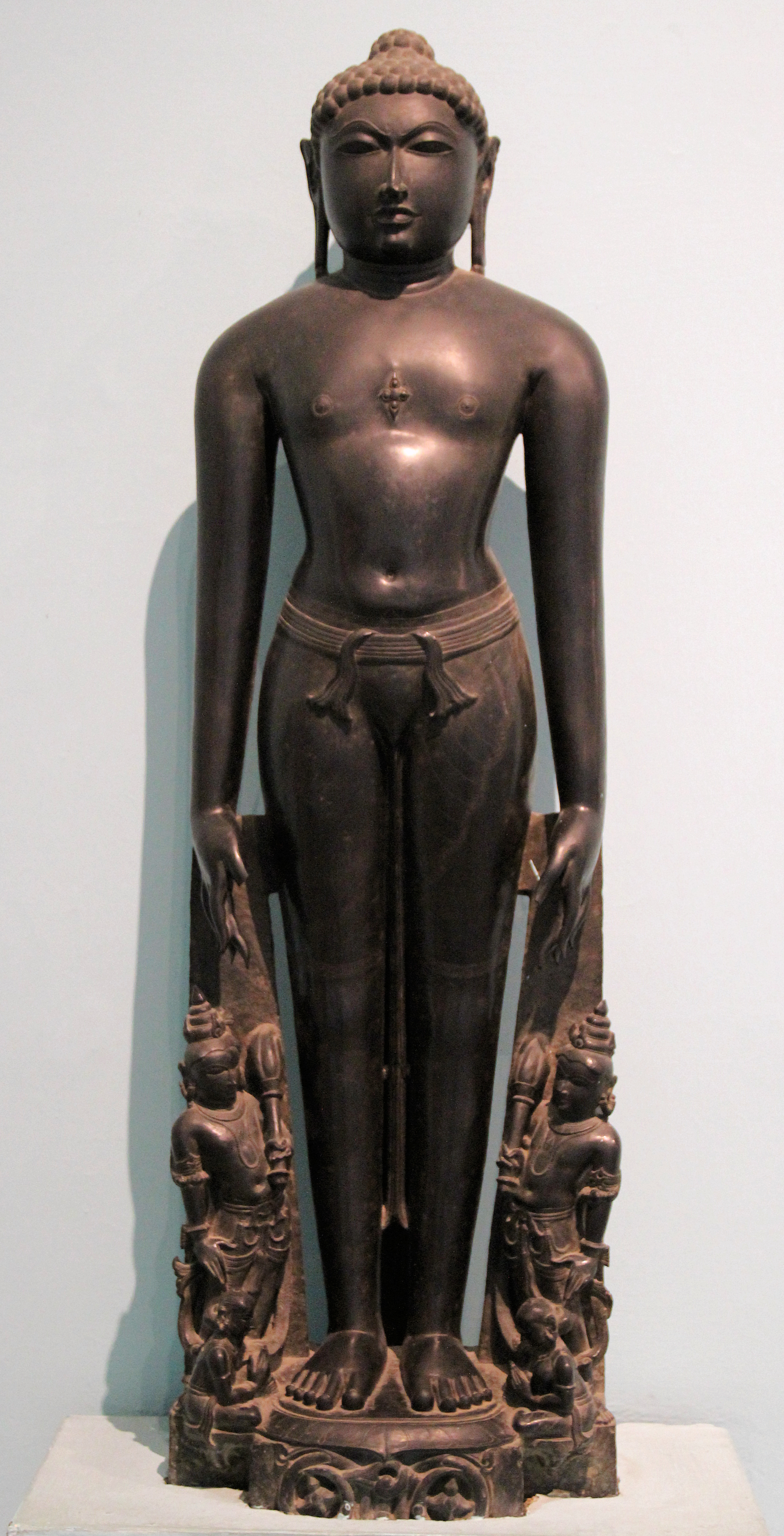
Статуя Немінати (джайнізм), династія Чахамана, Нархар, Раджастхан, XI століття нашої ери. Національний музей, Нью-Делі.

Чахамани замовили низку індуїстських храмів, деякі з яких були знищені загарбниками Ґурідів після поразки Прітхвіраджиа III.
Кілька правителів Чахамана брали участь у будівництві храму Харшанатха, який, ймовірно, замовив Говіндараджа I. За Прітхвіраджі Віджаї:
- Сімхараджа замовив великий храм Шиви в Пушкарі.[30]
- Чамундараджа замовив храм Вішну в Нарапурі (сучасний Нарвар в районі Аджмер)[31]
- Прітхвіраджа I побудував центр розподілу їжі (анна-сатра) для паломників на дорозі до храму Сомнатх.[32]
- Сомешвара замовив ряд храмів, у тому числі п'ять храмів в Аджмері.[33][34]

Віграхараджа IV був відомий своїм покровительством мистецтву та літературі, і сам написав п'єсу «Харікелі Натака». Під час його правління була побудована споруда, яка пізніше була перетворена на мечеть Адхай Дін Ка Джонпра.
Правителі Чахамана також протегували джайнізму. У «Upadeśāmālavritti» Віджаясімхи Сурі (1134 р. н. е.) і «Мунісуврата-чаріта» Чандри Сурі (1136 р. н. е.) стверджується, що Прітхвіраджа I пожертвував золоті калаші (бані) для джайнських храмів у Рантхамборі. Харатара-Гаччха-Паттавалі стверджує, що Аджаяраджа II дозволив джайністам будувати свої храми в його столиці Аджаямеру (Аджмер), а також пожертвував золоту калашу храму Паршванатхи. Під храм Паршванатхи Сомешвара передав село Ревна.

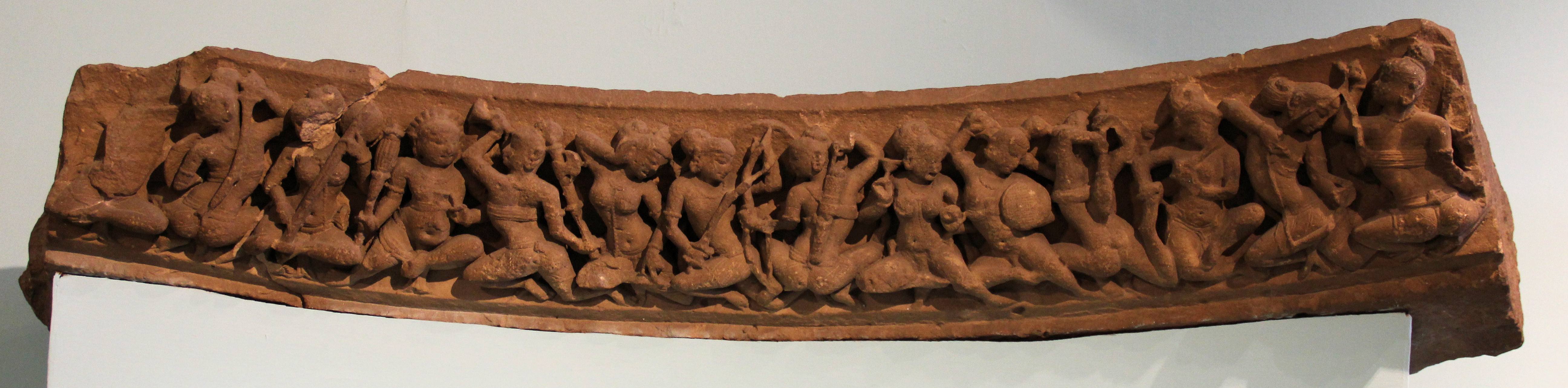
Сцена перемоги, династія Чахамана, Сікар, Раджастан, 10 століття нашої ери. Національний музей, Нью-Делі.

## Список правителів

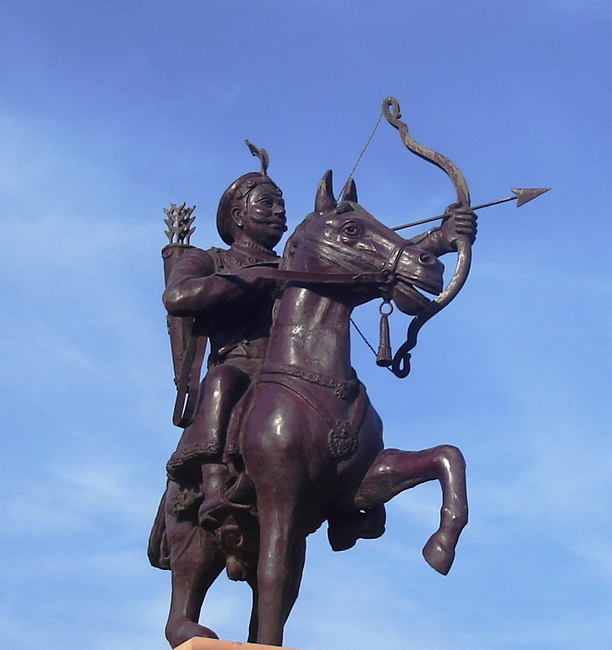
Прітхвіраджа III, найвідоміший правитель династії

Нижче наведено список правителів Чахамани Шакамбхарі та Аджмера з приблизним періодом правління, за оцінками Р. Б. Сінґха:
| №  | Правитель                            | Правління (CE)        |
| -- | ------------------------------------ | --------------------- |
| 1  | Чахамана                             | (міфічний)            |
| 2  | Васу-дева                            | в. 551 CE (спірний)   |
| 3  | Самантараджа                         | 684–709               |
| 4  | Нарадева                             | 709–721               |
| 5  | Аджаяраджа І                         | 721–734               |
| 6  | Віґрахараджа І                       | 734–759               |
| 7  | Чандрараджа І                        | 759–771               |
| 8  | Гопендрараджа                        | 771–784               |
| 9  | Дурлабхараджа І                      | 784–809               |
| 10 | Говіндараджа I, псевдонім Гувака I   | 809–836               |
| 11 | Чандрараджа II                       | 836–863               |
| 12 | Говіндараджа II псевдонім Guvaka II  | 863–890               |
| 13 | Чанданараджа                         | 890–917               |
| 14 | Вакпатіраджа                         | 917–944               |
| 15 | Сімхараджа                           | 944–971               |
| 16 | Віґрахараджа II                      | 971–998               |
| 17 | Дурлабхараджа II                     | 998–1012              |
| 18 | Говіндараджа III                     | 1012–1026             |
| 19 | Вакпатіраджа II                      | 1026–1040             |
| 20 | Вір'ярама                            | 1040 (кілька місяців) |
| 21 | Чамундараджа                         | 1040–1065             |
| 22 | Дурлабхараджа III, псевдонім Душала  | 1065–1070             |
| 23 | Віґрахараджа III, псевдонім Вісала   | 1070–1090             |
| 24 | Прітхвіраджа І                       | 1090–1110             |
| 25 | Аджаяраджа II                        | 1110–1135             |
| 26 | Арнораджа псевдонім Ана              | 1135–1150             |
| 27 | Джаґаддева                           | 1150                  |
| 28 | Віґрахараджа IV псевдонім Вісаладева | 1150–1164             |
| 29 | Апарагангея                          | 1164–1165             |
| 30 | Прітхвіраджа II                      | 1165–1169             |
| 31 | Сомешвара                            | 1169–1178             |
| 32 | Прітхвіраджа III (Рай Пітора)        | 1177–1192             |
| 33 | Говіндараджа IV                      | 1192                  |
| 34 | Харіраджа                            | 1193–1194             |